# Externato Nossa Senhora do Rosário
O Externato Nossa Senhora do Rosário é um colégio privado católico situado em Cascais, Portugal.
Pertence à Ordem das Salesianas e inspira-se na pedagogia educativa de São João Bosco e madre Maria Mazzarello.
Criada como escola exclusivamente feminina, veio mais tarde a tornar-se uma escola mista.